# Музыкальный центр

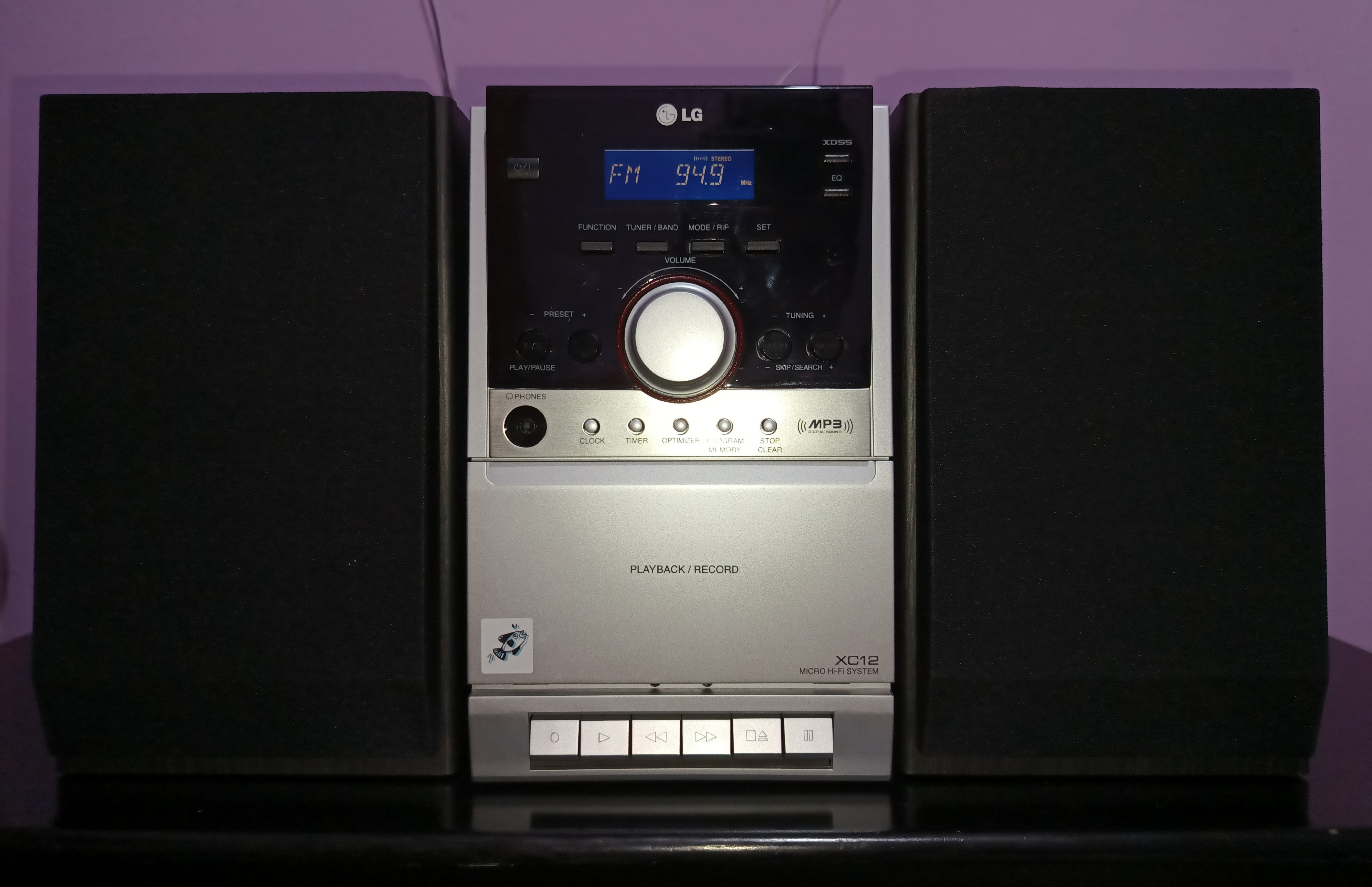
Музыкальный центр LG XC12 со встроенным AM/FM-радио, кассетным плеером, аудио-CD, аудиоусилителем, стереосистемой динамиков

Музыка́льный центр — бытовой комплекс звуковоспроизводящей аппаратуры, позволяющий работать с различными носителями, выполненный в виде единого устройства. Может включать в себя в разных сочетаниях:
- усилитель звуковой частоты (обязательно);
- акустическую систему (обязательно);
- радиоприёмник (тюнер), УКВ или всеволновый;
- кассетный или катушечный магнитофон;
- проигрыватель грампластинок;
- проигрыватель лазерных дисков: CD, DVD;
- проигрыватель цифровых аудиофайлов с USB-флеш накопителей и/или карт памяти;
- выход в Интернет для воспроизведения потокового аудио и интернет-радиостанций;
- разъём(ы) для подключения внешнего источника звука (AUX).

Название «музыкальный центр» появилось в русском языке примерно в 1970-е годы как заимствование из английского. Официальным термином оно не стало. В ГОСТ 27418-87 «Аппаратура радиоэлектронная бытовая. Термины и определения» определены только отдельные термины для различных комбинированных устройств: магниторадиола, магнитоэлектрофон и пр. Однако, например, комбинированные устройства такие как «Вега-115-стерео», «Мелодия-106-стерео» и другие выпускаемые в конце 1970-х — начале 1980-х годов именовались как «музыкальный центр».
В 1960-х — 1970-х годы такие устройства в СССР носили название «радиокомбайн».

## Галерея

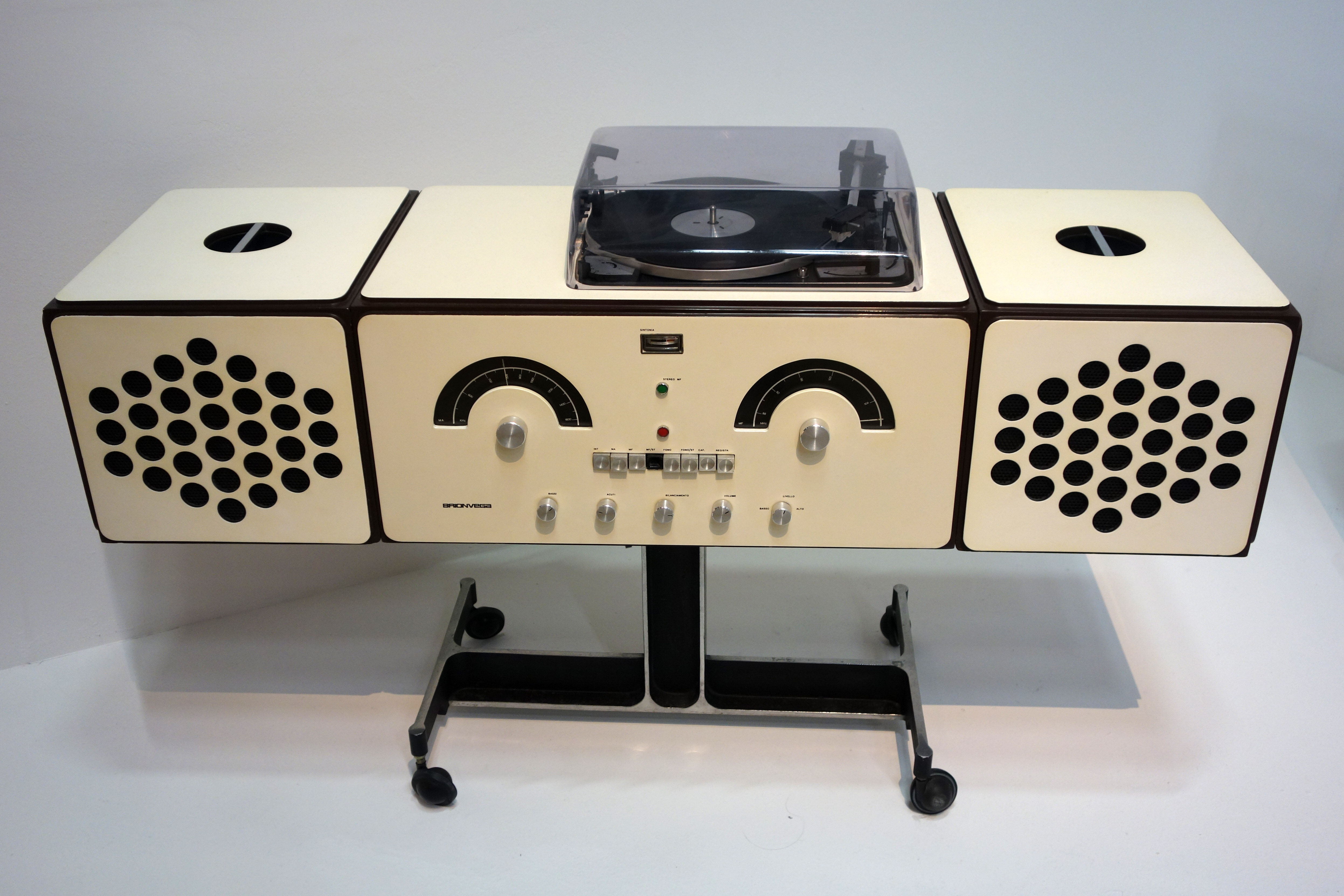
RR 126, (Италия, 1966)
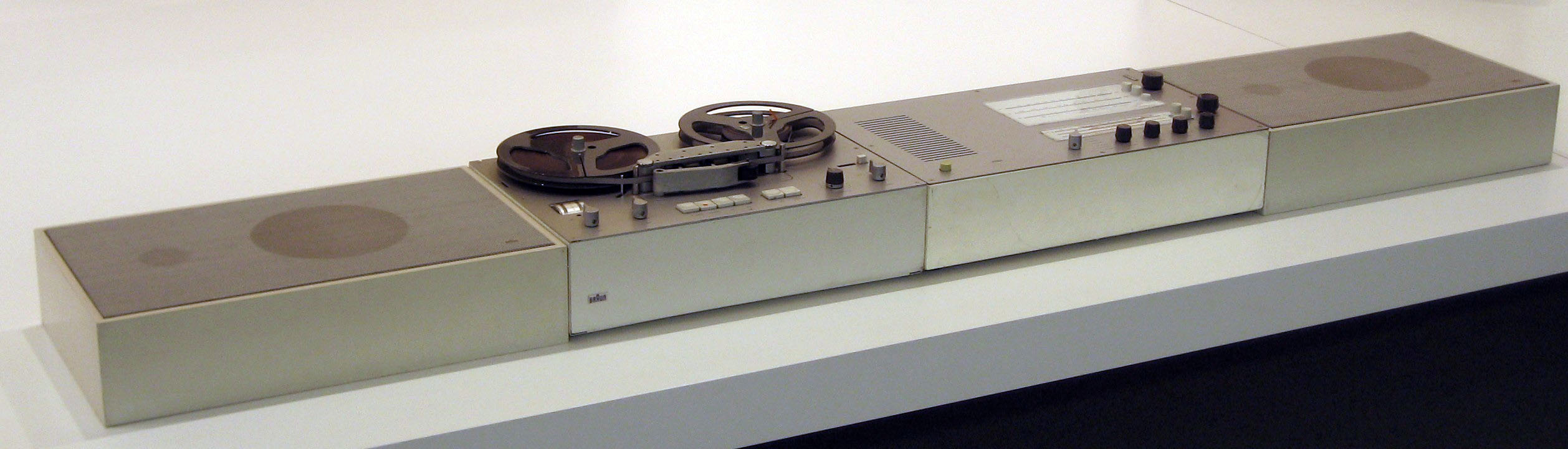
Braun TS 45, TG 60, L 450 (Германия, 1964/1965)
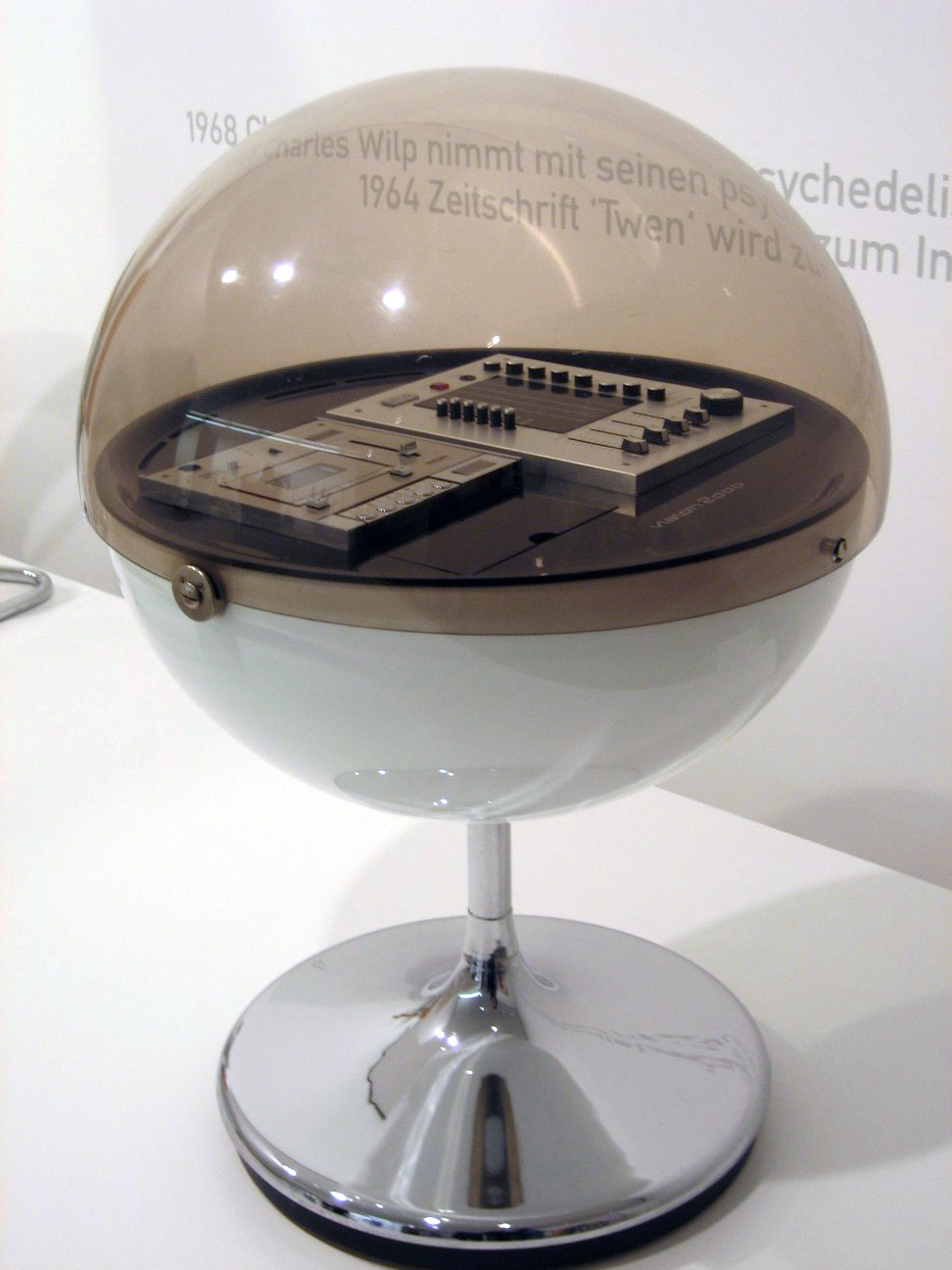
Vision 2000 (Германия, 1971)
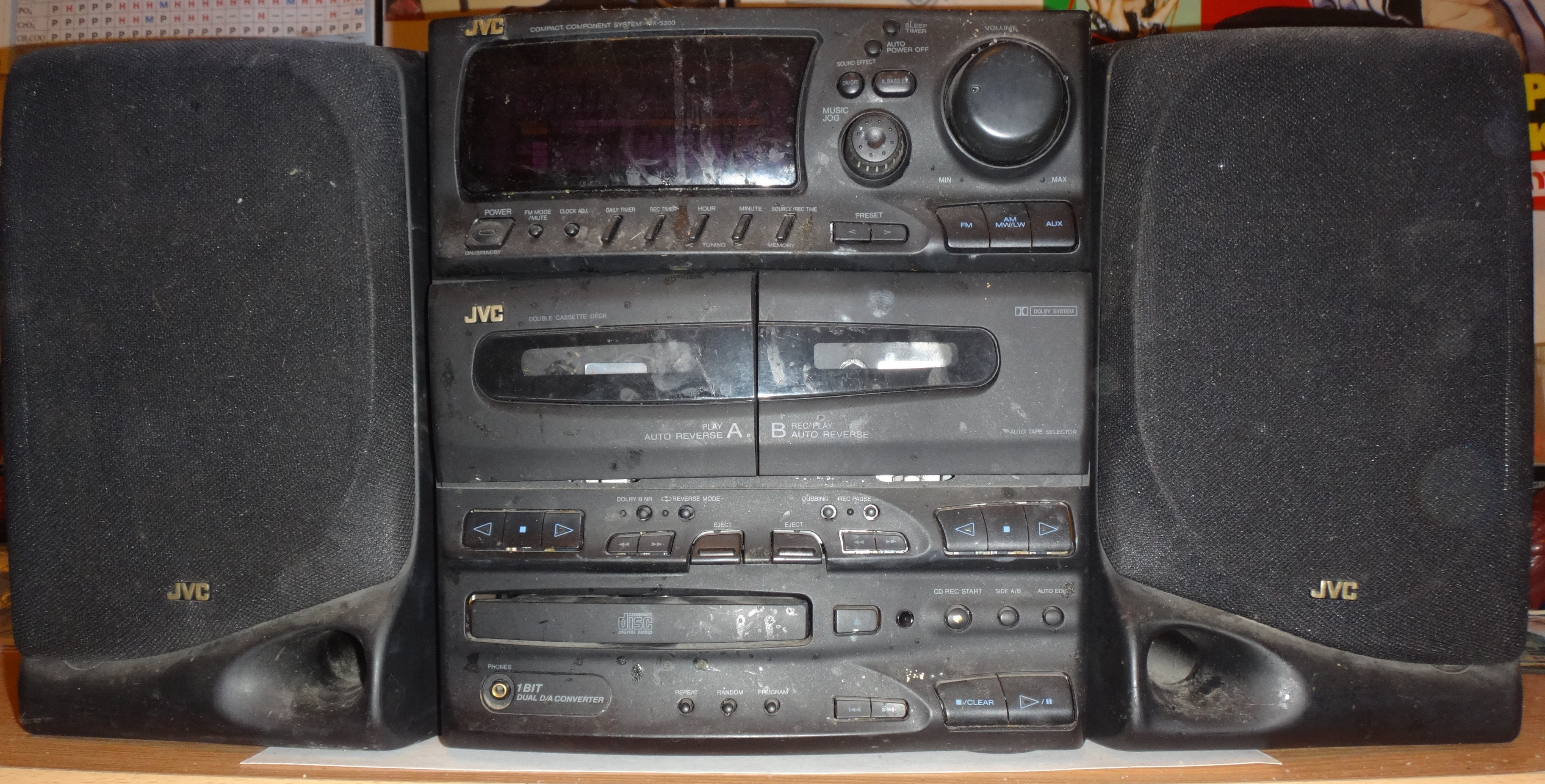
Музыкальный центр JVC, характерный для 1990-х годов
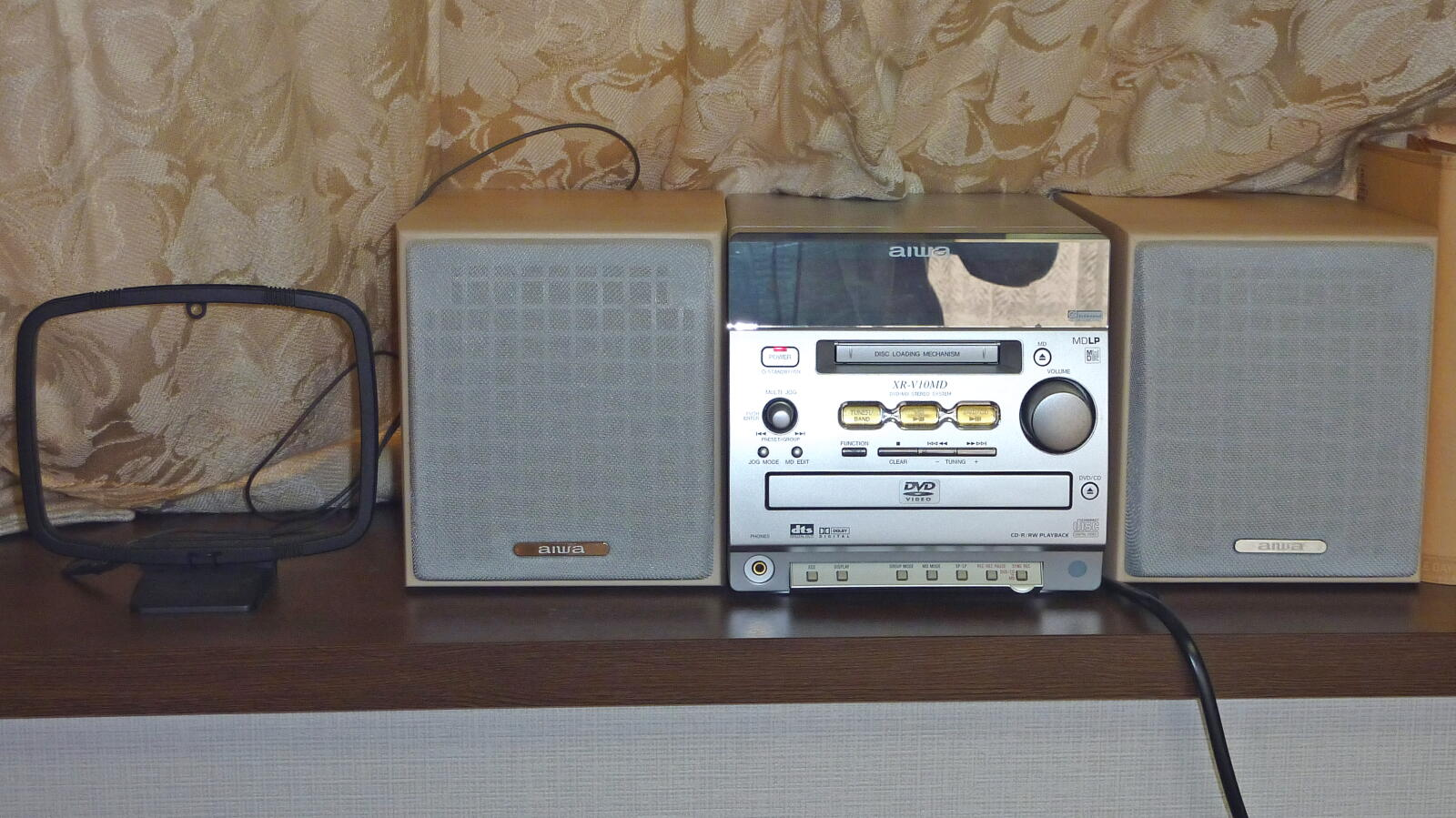
Музыкальный центр AIWA XR-V10MD с поддержкой MD, CD-R, CD-RW и DVD-Video, характерный для начала 2000-х годов
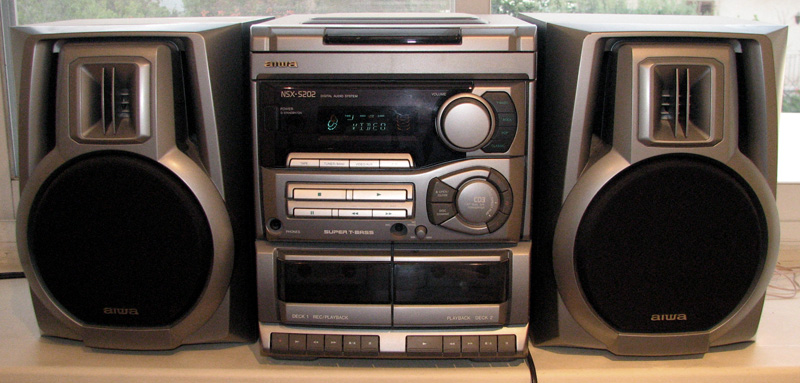